# Achille Meyskens
Achille Meyskens est un footballeur belge ayant évolué comme attaquant dans les années 1920 à la Royale Union Saint-Gilloise.
Il se fait remarquer le 13 mai 1914 lors de la finale de la Coupe de Belgique : il inscrit trois des quatre buts de l'Union, contre le FC brugeois (victoire 4 à 1). Passé le premier conflit mondial, il remporte le Championnat de Belgique en 1923, devenant également le meilleur buteur de la compétition avec 24 buts. 
Il a marqué 108 buts en 125 matches de Division d'Honneur (Division 1 actuelle) dans le club de la Butte et termine sa carrière  en 1927.

## Palmarès
- Champion de Belgique en 1923 avec la Royale Union Saint-Gilloise
- Vainqueur de la Coupe de Belgique en 1914 avec l'Union Saint-Gilloise
- Meilleur buteur du Championnat de Belgique en 1923 (24 buts)